# Segundo molar inferior
O Segundo molar infeiror é um dente inserido osso mandibular.